# Chiesa di San Sebastiano (Venezia)
La chiesa di San Sebastiano è un edificio religioso della città di Venezia, situato nel sestiere di Dorsoduro, in campo San Sebastian. La chiesa fa parte dell'associazione Chorus Venezia.

## Storia
Sul sito dove sorge attualmente la chiesa in precedenza si trovava un ospizio fondato dai frati della Congregazione di San Girolamo attorno al 1393. Tre anni più tardi accanto all'ospizio venne fondato anche l'oratorio di "Santa Maria piena di grazia e giustizia". Intorno al 1455 questi piccoli edifici furono demoliti e trasformati in una grande chiesa intitolata a Maria, ma anche a San Sebastiano, come ringraziamento da parte degli abitanti della zona sopravvissuti alla peste del 1464. Questa grande chiesa di impianto gotico aveva la facciata a novanta gradi rispetto al rio di San Basilio.
La chiesa attuale venne iniziata nel 1506 su  progetto di Antonio Abbondi, detto lo Scarpagnino, fu terminata nel 1548 e infine consacrata nel 1562. Il progetto è sobrio ed essenziale, sia per rispetto alle esigenze spirituali dei committenti, la cui regola monastica prevedeva uno stile di vita severo e modesto, sia per le ridotte risorse finanziarie messe a disposizione. Il nuovo edificio si presenta dunque con una facciata classicheggiante, ma con l'interno rinascimentale.

## Descrizione

### Esterno
La chiesa prospetta su fondamenta San Sebastian con una facciata in sobrio stile  classicheggiante, bipartita orizzontalmente da un alto cornicione e coronata da un timpano triangolare sormontato dalle statue di tre santi, con Sebastiano al centro. Sopra il portale, inquadrato fra due monofore ad arco, vi è il rosone circolare. Dietro l'abside semicircolare, lungo il perimetro di campo San Sebastian, vi è il campanile a pianta quadrangolare, presenta una cella campanaria con finestre a bifora, sormontata da un parapetto di pietra e termina in un coronamento a pianta ottagonale con tetto in piombo a cupola schiacciata.

### Interno
L'interno è un tipico esempio di chiesa rinascimentale ad una sola navata, con presbiterio quadrato che si conclude in un'abside semicircolare, coperto da una cupola ed affiancato da due cappelle. Nell'interno lo spazio sacro vero e proprio è preceduto da un atrio sul quale è collocato il coro che si prolunga con due ali per costituire un corpo sotto il quale si aprono sei cappelle, tre per lato, aperte da archi che poggiano su pilastri e sormontate da plutei traforati che fungono anche da parapetto della cantoria superiore. Questa novità, dovuta allo Scarpagnino, troverà imitazioni in altre chiese di Venezia. Sulla balaustra del barco svettano quattro statue di Girolamo Campagna, risalenti al 1580 e raffigurano la Sibilla Cumana, la Vergine Annunciata, la Sibilla Eritrea e l'Angelo annunciante.
La chiesa presenta un importante ciclo pittorico di Paolo Veronese, che decorò il soffitto della sacrestia, la navata centrale, il fregio, la parte orientale del coro, l'altare maggiore, le porte dei pannelli dell'organo e il presbiterio. Spiccano tra questi i tre dipinti del soffitto della navata: Scene della vita di Ester. L'artista stesso è sepolto nella chiesa, vicino all'organo. Anche il fratello Benedetto è sepolto nella chiesa .
Nella pala d'altare il tema di San Sebastiano si salda idealmente con quello della Vergine: in adorazione della Madonna con il Bambino compaiono altri santi, Giovanni, Pietro, Francesco, Caterina e dietro a questa un'altra santa non facilmente riconoscibile.

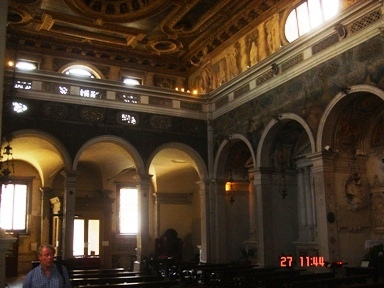
L'interno e la cantoria sull'ingresso
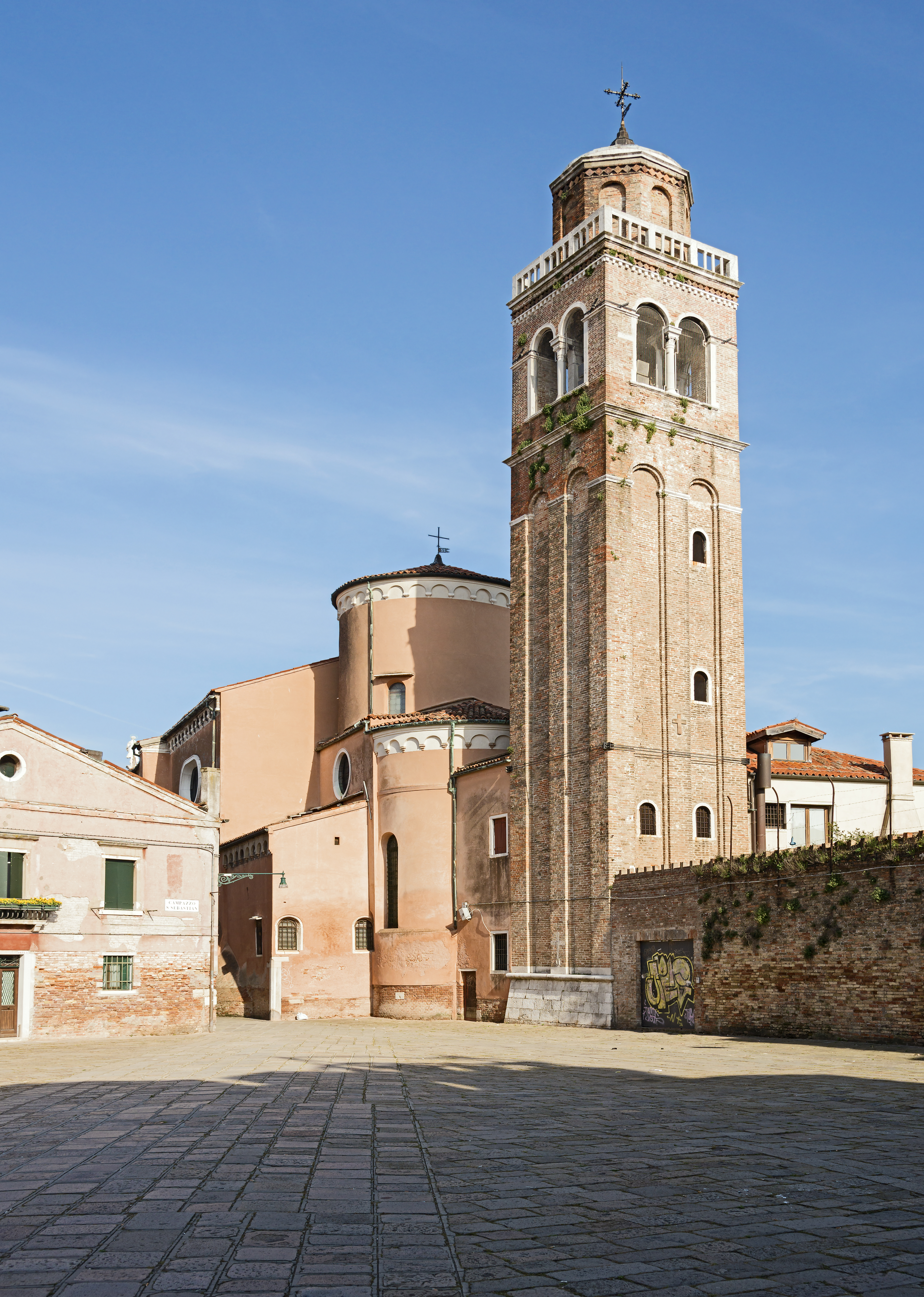
Abside e campanile

| Dipinti del Veronese nella chiesa di San Sebastiano | Dipinti del Veronese nella chiesa di San Sebastiano | Dipinti del Veronese nella chiesa di San Sebastiano       | Dipinti del Veronese nella chiesa di San Sebastiano | Dipinti del Veronese nella chiesa di San Sebastiano |                                    |
| --------------------------------------------------- | --------------------------------------------------- | --------------------------------------------------------- | --------------------------------------------------- | --------------------------------------------------- | ---------------------------------- |
|                                                     |                                                     |                                                           |                                                     |                                                     |                                    |
| Assunzione della Vergine                            | Trionfo di Mardocheo                                | Il ripudio di Vashti                                      | Il martirio di san Sebastiano                       | Gli arcieri pronti a colpire san Sebastiano         |                                    |
|                                                     |                                                     |                                                           |                                                     |                                                     |                                    |
| Annunciazione (1558)                                | Martirio di san Sebastiano (c. 1565)                | Il martirio di san Sebastiano (1558)                      | Il martirio dei santi Marco e Marcellino (c. 1565)  | San Sebastiano rimprovera Diocleziano (1558)        |                                    |
|                                                     |                                                     |                                                           |                                                     |                                                     |                                    |
| Incoronazione di Ester                              | Presentazione al Tempio (1560)                      | Miracolo della piscina di Bethesda (pannelli dell'organo) | Organo con pannelli                                 |                                                     |                                    |
|                                                     |                                                     |                                                           |                                                     |                                                     |                                    |
| Incoronazione della Vergine                         | San Matteo                                          | San Marco                                                 | San Luca                                            | San Giovanni evangelista                            | Soffitto con lacunari del Veronese |

#### Organo
Nella chiesa si trova un organo storico del 1763 costruito dall'organaro Nicolò Moscatelli e restaurato nell'Ottocento da Angelo Agostini. Esso è a tastiera unica di 56 tasti con pedaliera a leggio di 17 pedali con prima ottava corta e costantemente unita alla tastiera, a cui se ne aggiunge un altro che è quello del registro Tamburo.